# 多膥鱼
多膥魚（俗寫多春魚）為食用魚胡瓜魚科下屬數個物種的俗稱，因其雌魚腹內含大量魚籽而得名。其主要有三種，包括柳葉魚（英語：Shishamo，產自日本北海道勇拂郡鵡川町）、毛鱗魚（英語：Capelin，產自北歐及加拿大大西洋沿岸）及油胡瓜魚（英語：Longfin smelt，產自美國及加拿大太平洋沿岸）。其鱼体延长，侧扁，長約15 － 20公分。眼大，鳞片细小。背鳍居中，脂鳍低长，臀鳍位于背鳍后下方。